# Pere Salvatge
Pere Salvatge, o Salvagge (fl. 1280-1287), è stato un trovatore catalano del tardo XIII secolo e il più rinomato e assiduo assistente alla corte di Pietro III e Alfonso III d'Aragona.
Potrebbe essere forse lo stesso Peironet che compose poesie insieme a Pietro III.
Salvatge scrive un terzo componimento in un ciclo di cinque sirventes nell'estate del 1285. All'inizio dell'estate Bernart d'Auriac inaugura il dibattito politico in difesa dei "tre re": Filippo III di Francia, Filippo di Navarra e Carlo di Valois, il quale rivendicava la Corona d'Aragona. Sotto la direzione del re francese, essi invadono la Catalogna nella cosiddetta "crociata aragonese". Successivamente Pietro III d'Aragona rispondeva a Bernart, Pere rispondeva a Pietro nel breve componimento Senher, reys qu'enamoratz par.
Pere sembra avere preso il suo soprannome dal suo impiego come caballero salvaje o cavaller salvatge nella casa del re. Come tale, egli agiva da messaggero e araldo. Tra i suoi doveri vi era quello di addetto a dirigere il grido di guerra, allorché le armate del re entravano in combattimento. Pere viene per la prima volta menzionato per nome nel 1280 come un juglar del rey ("giullare o menestrello del re"). Nell'aprile del 1286 veniva incaricato di distribuire il compenso in metallo prezioso e moneta agli altri joglars che avevano assistito all'incoronazione di Pietro nel 1276. Era ancora vivo nel giugno del 1287, quando Alfonso III ordina delle azioni legali contro alcuni uomini accusati del sequestro a scopo d'estorsione della figlia di Pere.